# Сузан Бојл
Сузан Бојл (енгл. Susan Boyle; Блекбурн, Западни Лотијан, 1. април 1961) је шкотска певачица, која је привукла медијску пажњу као учесник ТВ емисије Britain's Got Talent. У том шоу певала је песму I Dreamed a Dream из мјузикла Јадници, а тај снимак је један од најгледанијих на Јутубу.